# Suporn Peenagatapho
Suporn Peenagatapho (tiếng Thái: สุพร ปีนะกาตาโพธิ์) còn được biết với tên đơn giản Tar (tiếng Thái: ตาต้าร์), là một cầu thủ bóng đá người Thái Lan thi đấu ở vị trí hậu vệ phải cho câu lạc bộ Giải bóng đá Ngoại hạng Thái Lan Buriram United.

## Danh hiệu

### Câu lạc bộ
Muangthong United
- Giải bóng đá vô địch các câu lạc bộ sông Mê Kông (1): 2017